# Elburn, Illinois
Elburn là một làng thuộc quận Kane, tiểu bang Illinois, Hoa Kỳ. Năm 2010, dân số của làng này là 5602 người.

## Dân số
Dân số qua các năm:
- Năm 2000: 2756 người.
- Năm 2010: 5602 người.